# Microthele undata
Espèce
Synonymes
- Macrothele undata Tang, Zhao & Yang, 2020

Microthele undata est une espèce d'araignées mygalomorphes de la famille des Macrothelidae.

## Distribution
Cette espèce est endémique du Yunnan en Chine,. Elle se rencontre vers Dali.

## Description
Le mâle holotype mesure 10,71 mm et la femelle paratype 16,42 mm.

## Systématique et taxinomie
Cette espèce a été décrite sous le protonyme Macrothele undata par Tang, Zhao et Yang en 2020. Elle est placée dans le genre Microthele par Shao, Zhou et Lin en 2025.

## Publication originale
- Tang, Zhao & Yang, 2020 : « Three new species of the funnel-web spider genus Macrothele from the Southwest China (Mygalomorphae: Macrothelidae). » Zootaxa, no 4822(1), p. 127-137.